# Mistrzostwa Polski Seniorów w Lekkoatletyce 1997
73. Mistrzostwa Polski Seniorów w Lekkoatletyce – zawody sportowe, które rozgrywane były w Bydgoszczy na stadionie Zawiszy w dniach 20–22 czerwca 1997 roku.

## Rezultaty
| NR – rekord Polski \| NL – najlepszy wynik w Polsce w sezonie \| SB – najlepszy wynik w sezonie \| PB – rekord życiowy |

### Mężczyźni
| Konkurencja:                  | 1. miejsce                                                                       | Rezultat | 2. miejsce                                                                        | Rezultat | 3. miejsce                                                                              | Rezultat |
| Bieg na 100 m                 | Ryszard Pilarczyk Olimpia Poznań                                                 | 10,27    | Piotr Balcerzak Skra Warszawa                                                     | 10,33    | Marcin Krzywański RKS Łódź                                                              | 10,36    |
| Bieg na 200 m                 | Robert Maćkowiak Śląsk Wrocław                                                   | 21,05    | Ryszard Pilarczyk Olimpia Poznań                                                  | 21,07    | Piotr Balcerzak Skra Warszawa                                                           | 21,32    |
| Bieg na 400 m                 | Tomasz Czubak Browar Schöller Namysłów                                           | 45,99    | Piotr Haczek MKS Żywiec                                                           | 46,16    | Piotr Rysiukiewicz Śląsk Wrocław                                                        | 46,54    |
| Bieg na 800 m                 | Grzegorz Krzosek Radomiak-dami Radom                                             | 1:49,14  | Robert Neryng Lubusz Słubice                                                      | 1:49,31  | Wojciech Kałdowski AZS-AWF Gdańsk                                                       | 1:49,40  |
| Bieg na 1500 m                | Piotr Rostkowski Gwardia Olsztyn                                                 | 3:45,09  | Leszek Zblewski Oleśniczanka                                                      | 3:45,73  | Wiesław Paradowski Lubusz Słubice                                                       | 3:46,02  |
| Bieg na 5000 m                | Michał Bartoszak Olimpia Poznań                                                  | 13:48,96 | Dariusz Kruczkowski Zawisza Bydgoszcz                                             | 13:49,69 | Leszek Lewandowski Vectra Włocławek                                                     | 13:50,70 |
| Bieg na 10 000 m              | Jan Białk Gryf Wejherowo                                                         | 28:33,63 | Adam Dobrzyński AZS-AWF Biała Podlaska                                            | 28:39,33 | Sławomir Kąpiński Browar Schöller Namysłów                                              | 28:55,18 |
| Bieg na 110 m przez płotki    | Ronald Mehlich AZS-AWF Katowice                                                  | 13,71    | Krzysztof Mehlich AZS-AWF Katowice                                                | 14,16    | Tomasz Krawczyk AZS-AWF Warszawa                                                        | 14,37    |
| Bieg na 400 m przez płotki    | Paweł Januszewski Skra Warszawa                                                  | 49,88    | Bartosz Gruman AZS-AWF Wrocław                                                    | 51,07    | Paweł Woźniak Skra Warszawa                                                             | 51,16    |
| Bieg na 3000 m z przeszkodami | Rafał Wójcik Oleśniczanka                                                        | 8:25,51  | Dariusz Klein Oleśniczanka                                                        | 8:36,59  | Jan Zakrzewski Oleśniczanka                                                             | 8:43,16  |
| Sztafeta 4 × 100 m            | AZS-AWF Gdańsk Dariusz Adamczyk Krzysztof Byzdra Adam Hen Rafał Has              | 40,53    | Zawisza Bydgoszcz Jarosław Godlewski Tomasz Kuźnicki Michał Michalski Marek Sobiś | 41,01    | AZS-AWF Gdańsk II Tomasz Juszczak Jarosław Dobrzeniak Robert Wrzochalski Janusz Przybył | 41,46    |
| Sztafeta 4 × 400 m            | Śląsk Wrocław Jacek Bocian Robert Maćkowiak Piotr Rysiukiewicz Sylwester Węgrzyn | 3:04,52  | Skra Warszawa Artur Gąsiewski Paweł Januszewski Karol Radke Paweł Woźniak         | 3:09,47  | Zawisza Bydgoszcz Tomasz Jędrusik Jacek Lewandowski Bartosz Ozdarski Rafał Studziński   | 3:11,58  |
| Chód na 20 km                 | Robert Korzeniowski Wawel Kraków                                                 | 1:21:58  | Stanisław Stosik Lechia Gdańsk                                                    | 1:24:02  | Jan Holender Flota Gdynia                                                               | 1:25:45  |
| Skok wzwyż                    | Artur Partyka ŁKS Łódź                                                           | 2,32     | Jarosław Kotewicz Ziemia Iławska                                                  | 2,28     | Marcin Kaczocha AZS-AWF Gdańsk                                                          | 2,20     |
| Skok o tyczce                 | Krzysztof Kusiak Lechia Gdańsk                                                   | 5,20     | Adam Kolasa Konradia Gdańsk                                                       | 5,20     | Sebastian Chmara Zawisza Bydgoszcz                                                      | 5,10     |
| Skok w dal                    | Krzysztof Łuczak Piast Głogów                                                    | 8,16     | Grzegorz Marciniszyn Piast Głogów                                                 | 8,03     | Rafał Wyrzykowski Vectra Włocławek                                                      | 8,00     |
| Trójskok                      | Krystian Ciemała AZS-AWF Biała Podlaska                                          | 16,83    | Paweł Zdrajkowski MKS Aleksandrów Łódzki                                          | 16,35    | Krzysztof Szuptarski Start Lublin                                                       | 16,24    |
| Pchnięcie kulą                | Przemysław Zabawski Podlasie Białystok                                           | 18,01    | Piotr Perżyło Górnik Brzeszcze                                                    | 17,51    | Sebastian Wenta Lechia Gdańsk                                                           | 17,31    |
| Rzut dyskiem                  | Andrzej Krawczyk WMKS Płońsk                                                     | 59,06    | Marek Stolarczyk Browar Schöller Namysłów                                         | 57,92    | Marek Majkrzak Ekonomik Nysa                                                            | 55,64    |
| Rzut młotem                   | Szymon Ziółkowski AZS Poznań                                                     | 77,42    | Maciej Pałyszko Legia Warszawa                                                    | 74,66    | Krzysztof Kaliszewski Gwardia Warszawa                                                  | 65,58    |
| Rzut oszczepem                | Rajmund Kółko Górnik Polkowice                                                   | 77,50    | Dariusz Trafas Sztorm Kołobrzeg                                                   | 75,92    | Grzegorz Krasiński Skra Warszawa                                                        | 74,04    |

### Kobiety
| Konkurencja:               | 1. miejsce                                                                             | Rezultat | 2. miejsce                                                                        | Rezultat | 3. miejsce                                                                              | Rezultat |
| Bieg na 100 m              | Anna Leszczyńska Warszawianka                                                          | 11,49    | Dorota Brodowska AZS-AWF Warszawa                                                 | 11,63    | Anna Pacholak Żeglina Sieradz                                                           | 11,89    |
| Bieg na 200 m              | Kinga Leszczyńska Warszawianka                                                         | 23,83    | Katarzyna Zakrzewska Orzeł Warszawa                                               | 24,49    | Justyna Karolkiewicz Pogoń Siedlce                                                      | 24,73    |
| Bieg na 400 m              | Inga Tarnawska Śląsk Wrocław                                                           | 53,71    | Katarzyna Zakrzewska Orzeł Warszawa                                               | 53,77    | Aleksandra Pielużek Skra Warszawa                                                       | 53,86    |
| Bieg na 800 m              | Anna Jakubczak Skra Warszawa                                                           | 2:02,20  | Dorota Fiut Zawisza Bydgoszcz                                                     | 2:02,97  | Aleksandra Dereń AZS-AWF Gorzów Wlkp.                                                   | 2:03,84  |
| Bieg na 1500 m             | Małgorzata Rydz AZS-AWF Kraków                                                         | 4:16,12  | Anna Jakubczak Skra Warszawa                                                      | 4:16,64  | Dorota Fiut Zawisza Bydgoszcz                                                           | 4:17,50  |
| Bieg na 5000 m             | Justyna Bąk Znicz Biłgoraj                                                             | 15:58,55 | Renata Paradowska Eris Piaseczno                                                  | 15:58,70 | Danuta Marczyk LZS Koluszki                                                             | 16:12,23 |
| Bieg na 10 000 m           | Renata Paradowska Eris Piaseczno                                                       | 33:26,80 | Aniela Nikiel Piast Cieszyn                                                       | 33:36,84 | Danuta Marczyk LZS Koluszki                                                             | 33:48,18 |
| Bieg na 100 m przez płotki | Anna Leszczyńska Warszawianka                                                          | 13,18    | Aneta Sosnowska Skra Warszawa                                                     | 13,23    | Aurelia Trywiańska Budowlani Szczecin                                                   | 13,62    |
| Bieg na 400 m przez płotki | Monika Warnicka AZS-AWF Wrocław                                                        | 56,86    | Małgorzata Pskit Start Łódź                                                       | 57,29    | Renata Zomerska AZS-AWF Wrocław                                                         | 59,15    |
| Sztafeta 4 × 100 m         | AZS-AWF Warszawa Dorota Brodowska Aldona Fogiel Sylwia Kwilińska Sylwia Gadomska       | 46,16    | AZS-AWF Katowice Anna Adamczyk Justyna Dybowska Zuzanna Radecka Agnieszka Rychlik | 46,50    | Skra Warszawa Iwona Konrad Anna Radoszewska Aneta Sosnowska Bożena Trzcińska            | 46,51    |
| Sztafeta 4 × 400 m         | AZS-AWF Wrocław Monika Kopankiewicz Monika Warnicka Krystyna Wojnowska Renata Zomerska | 3:41,52  | AZS-AWF Warszawa Sylwia Gadomska Dorota Kamień Sylwia Kwilińska Wioletta Wojtasik | 3:42,16  | Skra Warszawa Luiza Łańcuchowska Anna Olichwierczuk Ilona Szymerska Aleksandra Pielużek | 3:43,13  |
| Chód na 10 km              | Agnieszka Anduła Stal Społem Stalowa Wola                                              | 49:25    | Bożena Górecka AZS-AWF Katowice                                                   | 49:38    | Aleksandra Kot Agros Zamość                                                             | 50:46    |
| Skok wzwyż                 | Agnieszka Giedrojć-Juraha AZS-AWF Gdańsk                                               | 1,86     | Beata Włodek AZS-AWF Gdańsk                                                       | 1,82     | Bernadetta Lawrenz AZS-AWF Gdańsk                                                       | 1,78     |
| Skok o tyczce              | Anna Wielgus AZS-AWF Gdańsk                                                            | 3,70     | Monika Pyrek AZS-AWF Gdańsk                                                       | 3,60     | Aneta Heliniak Lubtour Zielona Góra                                                     | 3,10     |
| Skok w dal                 | Agata Karczmarek Legia Warszawa                                                        | 6,95     | Joanna Kościelny AKS Chorzów                                                      | 6,49     | Bożena Trzcińska Skra Warszawa                                                          | 6,39     |
| Trójskok                   | Aneta Sadach Start Łódź                                                                | 13,43    | Liliana Zagacka Krokus Leszno                                                     | 13,33    | Ilona Pazoła Krokus Leszno                                                              | 13,27    |
| Pchnięcie kulą             | Krystyna Zabawska Podlasie Białystok                                                   | 18,59    | Katarzyna Żakowicz Podlasie Białystok                                             | 17,24    | Agnieszka Ptaszkiewicz AZS-AWF Biała Podlaska                                           | 15,61    |
| Rzut dyskiem               | Renata Katewicz AZS-AWF Wrocław                                                        | 60,98    | Marzena Wysocka AZS-AWF Biała Podlaska                                            | 59,12    | Katarzyna Żakowicz Podlasie Białystok                                                   | 56,56    |
| Rzut młotem                | Kamila Skolimowska Warszawianka                                                        | 63,48    | Agnieszka Pogroszewska AZS Poznań                                                 | 55,88    | Jolanta Borawska Śląsk Wrocław                                                          | 55,40    |
| Rzut oszczepem             | Ewa Rybak Skra Warszawa                                                                | 58,00    | Genowefa Patla AZS-AWF Warszawa                                                   | 56,56    | Barbara Madejczyk AZS-AWF Gdańsk                                                        | 54,76    |

## Biegi przełajowe
69. mistrzostwa Polski w biegach przełajowych rozegrano 16 marca w Strzelcach Krajeńskich. Kobiety rywalizowały na dystansie 5 km, a mężczyźni na 5 km i na 12 km.

### Mężczyźni
| Konkurencja:            | 1. miejsce                    | Rezultat | 2. miejsce                          | Rezultat | 3. miejsce                       | Rezultat |
| Bieg przełajowy (5 km)  | Rafał Wójcik Oleśniczanka     | 13:06    | Leszek Lewandowski Vectra Włocławek | 13:13    | Piotr Gładki Lechia Gdańsk       | 13:18    |
| Bieg przełajowy (12 km) | Artur Osman Kolejarz Katowice | 29:34    | Leszek Bebło Stal Stalowa Wola      | 29:39    | Zbigniew Nadolski Olimpia Poznań | 30:01    |

### Kobiety
| Konkurencja:           | 1. miejsce                 | Rezultat | 2. miejsce                       | Rezultat | 3. miejsce                           | Rezultat |
| Bieg przełajowy (5 km) | Justyna Bąk Znicz Biłgoraj | 15:08    | Renata Paradowska Eris Piaseczno | 15:20    | Joanna Karpińska Maraton Świnoujście | 15:32    |

## Maraton
Maratończycy (mężczyźni i kobiety) rywalizowali 27 kwietnia we Wrocławiu.

### Mężczyźni
| Konkurencja: | 1. miejsce                   | Rezultat | 2. miejsce                       | Rezultat | 3. miejsce                | Rezultat |
| Maraton      | Adam Szanowicz Gryf 3 Słupsk | 2:16:29  | Edmund Kramarz Sanovia FUX Lesko | 2:16:43  | Karol Dołęga Oleśniczanka | 2:17:44  |

### Kobiety
| Konkurencja: | 1. miejsce                  | Rezultat | 2. miejsce              | Rezultat | 3. miejsce                              | Rezultat |
| Maraton      | Aniela Nikiel Piast Cieszyn | 2:40:32  | Joanna Gront Tęcza Łódź | 2:41:28  | Wioletta Uryga Browar Schöller Namysłów | 2:42:53  |

## Chód na 5000 m kobiet
Mistrzostwa w chodzie na 5000 metrów (na bieżni) kobiet rozegrano 7 czerwca w Katowicach.
| Konkurencja:   | 1. miejsce                                | Rezultat | 2. miejsce            | Rezultat | 3. miejsce                  | Rezultat |
| Chód na 5000 m | Agnieszka Anduła Stal Społem Stalowa Wola | 23:56,53 | Anna Kot Agros Zamość | 24:02,73 | Aleksandra Kot Agros Zamość | 24:03,54 |

## Wieloboje
Mistrzostwa w dziesięcioboju mężczyzn i siedmioboju kobiet zostały rozegrane 30 i 31 sierpnia w Poznaniu.

### Mężczyźni
| Konkurencja:  | 1. miejsce                      | Rezultat  | 2. miejsce                            | Rezultat  | 3. miejsce                             | Rezultat  |
| Dziesięciobój | Maciej Chmara Zawisza Bydgoszcz | 7381 pkt. | Krzysztof Andrzejak Zawisza Bydgoszcz | 7091 pkt. | Ireneusz Żurawicz AZS-AWF Gorzów Wlkp. | 7019 pkt. |

### Kobiety
| Konkurencja: | 1. miejsce                         | Rezultat  | 2. miejsce                    | Rezultat  | 3. miejsce                     | Rezultat  |
| Siedmiobój   | Urszula Włodarczyk AZS-AWF Wrocław | 5776 pkt. | Elżbieta Rączka UNTS Warszawa | 5539 pkt. | Izabela Wójtowicz Wisła Puławy | 5287 pkt. |

## Półmaraton
Mistrzostwa Polski w półmaratonie rozegrano 30 sierpnia w Brzeszczach.

### Mężczyźni
| Konkurencja: | 1. miejsce                      | Rezultat | 2. miejsce                                 | Rezultat | 3. miejsce                    | Rezultat |
| Półmaraton   | Waldemar Glinka AZS-AWF Wrocław | 1:04:23  | Sławomir Kąpiński Browar Schöller Namysłów | 1:04:27  | Artur Osman Kolejarz Katowice | 1:04:34  |

### Kobiety
| Konkurencja: | 1. miejsce                       | Rezultat | 2. miejsce                          | Rezultat | 3. miejsce                   | Rezultat |
| Półmaraton   | Renata Paradowska Eris Piaseczno | 1:13:46  | Krystyna Pieczulis AZS-AWF Katowice | 1:14:34  | Anna Rybicka AZS-AWF Wrocław | 1:15:49  |

## Chód na 50 km mężczyzn
Zawody mistrzowskie w chodzie na 50 kilometrów mężczyzn rozegrano 21 września w Gdyni.
| Konkurencja:  | 1. miejsce                  | Rezultat | 2. miejsce                | Rezultat | 3. miejsce                    | Rezultat |
| Chód na 50 km | Waldemar Dudek Wawel Kraków | 4:04:35  | Jan Holender Flota Gdynia | 4:11:57  | Janusz Goławski Pogoń Siedlce | 5:28:56  |

## Bieg na 100 km mężczyzn
Mistrzostwa w biegu na 100 kilometrów mężczyzn zostały rozegrane 12 października w Kaliszu.
| Konkurencja:   | 1. miejsce                | Rezultat | 2. miejsce                  | Rezultat | 3. miejsce                            | Rezultat |
| Bieg na 100 km | Andrzej Magier SKLA Sopot | 6:34:44  | Ryszard Płochocki TS Kalisz | 6:52:18  | Franciszek Stroński Kolejarz Katowice | 7:02:57  |